# Altiphrynoides
Az  Altiphrynoides a kétéltűek (Amphibia) osztályába, a békák (Anura) rendjébe és a varangyfélék (Bufonidae) családjába tartozó nem.

## Előfordulásuk
A nem fajai Etiópia középső és déli részein, Arussi, Balé és Sidamo tartományokban honosak.

## Rendszerezés
A nembe az alábbi 2 faj tartozik
- Altiphrynoides malcolmi (Grandison, 1978)
- Altiphrynoides osgoodi (Loveridge, 1932)